# Златокоп
Златокоп (на сръбски: Златокоп или Zlatokop) е село в Югоизточна Сърбия, Пчински окръг, Град Враня, община Враня.

## География
Селото се намира във Вранската котловина, край двата бряга на Тибушката река, близо до вливането и в Южна Морава. Отстои на 5,3 км южно от общинския и окръжен център Враня, на 2,8 км северозападно от село Тибужде, на 2,6 км югозападно от село Чуковац и на 4 км северно от село Долно Требешино.

## История
По време на Първата световна война селото е във военновременните граници на Царство България, като административно е част от Вранска околия на Врански окръг.

## Население
Според преброяването на населението от 2011 г. селото има 776 жители.

### Етнически състав
Данните за етническия състав на населението са от преброяването през 2002 г.
- сърби – 667 жители (83,89%)
- българи – 54 жители (6,79%)
- югославяни – 16 жители (2,01%)
- македонци – 4 жители (0,5%)
- руснаци – 2 жители (0,25%)
- немци – 1 жител (0,12%)
- неизяснени – 2 жители (0,25%)